# Chan Ho Yee
Chan Ho Yee (* 27. Dezember 1984) ist eine ehemalige Sprinterin aus Hongkong.

## Sportliche Laufbahn
Erste internationale Erfahrungen sammelte Chan Ho Yee im Jahr 2001, als sie bei den Jugendweltmeisterschaften in Debrecen im 100-Meter-Lauf mit 12,65 s in der ersten Runde ausschied. 2005 nahm sie an der Sommer-Universiade in Izmir teil und schied dort über 100 Meter mit 12,54 s im Viertelfinale aus, während sie über 200 Meter mit 25,42 s in der Vorrunde scheiterte. Anschließend gewann sie bei den Ostasienspielen in Macau in 46,66 s die Bronzemedaille mit der 4-mal-100-Meter-Staffel hinter den Teams aus Japan und China. Im Jahr darauf belegte sie bei den Hallenasienmeisterschaften in Pattaya in 7,89 s den sechsten Platz im 60-Meter-Lauf und im Dezember schied sie bei den Asienspielen in Doha mit 12,40 s über 100 Meter im Vorlauf aus. Bei den Leichtathletik-Asienmeisterschaften 2007 in Amman schied sie im Einzelbewerb mit 12,34 s in der Vorrunde aus und belegte mit der Staffel in 46,75 s den vierten Platz. Anschließend erreichte sie bei den Studentenweltspielen in Bangkok das Viertelfinale im 200-Meter-Lauf und schied dort mit 25,73 s aus, während sie über die kürzere Distanz mit 12,46 s in der ersten Runde scheiterte. Ende Oktober wurde sie dann bei den Hallenasienspielen in Macau in 7,71 s Fünfte über 60 Meter. Im Jahr darauf klassierte sie sich bei den Hallenasienmeisterschaften in Doha in 7,73 s den sechsten Platz.
Bei den Leichtathletik-Asienmeisterschaften 2009 in Guangzhou belegte sie mit der Staffel in 46,45 s den sechsten Platz und gewann anschließend bei den Ostasienspielen in Hongkong in 45,71 s die Bronzemedaille hinter den Teams aus China und Japan. Im Jahr darauf wurde sie bei den Hallenasienmeisterschaften in Teheran in 7,65 s Vierte über 60 Meter und erreichte im November bei den Asienspielen in Guangzhou in 46,40 s Rang sieben mit der Staffel. 2011 belegte sie bei den Asienmeisterschaften in Kōbe in 46,61 s den vierten Platz mit der Staffel, ehe sie bei der Sommer-Universiade in Shenzhen mit 45,50 s im Vorlauf ausschied. Sie startete dort auch über 200 Meter, scheiterte dort aber mit 25,48 s in der ersten Runde. 2012 bestritt sie in Taipeh ihren letzten Wettkampf und beendete daraufhin ihre Karriere als Leichtathletin im Alter von 27 Jahren.

## Persönliche Bestleistungen
- 100 Meter: 12,08 s (+0,3 m/s), 2. Juli 2006 in Hongkong
  - 60 Meter (Halle): 7,65 s, 24. Februar 2010 in Teheran
- 200 Meter: 25,22 s (+1,4 m/s), 2. April 2011 in Hongkong